# Râul Sălătruc, Iada
Râul Sălătruc este un curs de apă, afluent al râului Iada.